# یعقوبوو (شهرستان کاراایدلسکی، باشقیرستان)
یعقوبوو (انگلیسی: Yakupovo, Karaidelsky District, Republic of Bashkortostan) یک شهرک در شهرستان کاراایدلسکی استان باشقیرستان کشور روسیه است.